# Соль (провинция)
Соль (сомал. и англ. Sool, араб. صول‎) — провинция (регион) в северном Сомали. Административный центр — Ласъанод. Исторически данный регион известен как база антиколониального движения под руководством Саида Моххамеда, известного также как движение дервишей. В настоящее время за обладание этим регионом идёт борьба между самопровозглашённым государством Сомалиленд, автономным государством Пунтленд и местной группировкой HBM-SSC, борющейся за создание единой автономии Сул-Санаг-Айн в составе Сомали, включающей, соответственно, три района: Соль, Санаг и Айн.

## Климат
Соль находится в очень засушливой и пустынной климатической зоне с жарким летом и сухой зимой. Среднегодовое количество осадков в регионе составляет 100—200 мм.

## Экономика
Экономика Соля базируется на животноводстве и коммуникациях. Регион очень богат мелким рогатым скотом, в то время как обслуживание мобильной телефонной связи приносит около 40 % налоговых доходов.

## Территориальная борьба
Во время правления Сиада Барре Соль не был отдельным регионом, а являлся частью более крупной провинции Нугаль со столицей в Гароуэ. В настоящее время[когда?]

 Нугаль является центральной провинцией Пунтленда, в связи с чем данное государственное образование оспаривает автономию Соля (хотя при этом поддерживает Сул-Санааг-Айн и его борьбу против Сомалиленда). Более того, на территории Соля проживают те же клановые племена, что и в самом Пунтленде.
Пунтленд контролировал данный регион с 2003 до октября 2007, но в 2007 году силы Сомалиленда оккупировали Соль и продолжают контролировать его западную часть. В регионе действуют силы сопротивления, которые борются против присутствия войск Сомалиленда.